# 鳳凰展翅
《鳳凰展翅》是一首由胡天泉、董洪德作曲的笙獨奏曲，作於1956年，被認為是現代第1首創作的笙獨奏曲。胡天泉在1957年的第6屆世界青年聯歡節音樂比賽中演奏此曲，獲得金質勳章。
《凤凰展翅》運用了笙的許多特殊技巧，表現中國古代傳說的鳳凰展翅欲飛的形態。曲調取材自山西梆子的音樂風格，一般由琵琶或是小樂隊伴奏。

## 樂曲結構
1. 引子：先由琵琶彈奏自由速度的曲調，接著笙以有力的三連音開始，由慢漸快，並運用呼舌的技巧來演奏旋律，展現鳳凰的姿態。
2. 第1段：運用雙吐、花舌等技法奏出柔美的旋律，描寫鳳凰引吭高歌。
3. 第2段：開始速度漸快，以許多八分音符和十六分音符，展現鳳凰起舞。
4. 第3段：先描寫了鳳凰於飛的形象，最後以呼舌技法，描寫鳳凰高飛於空中的形態。